# پست‌نورد
پست‌نورد (انگلیسی: PostNord) شرکت دولتی پست سوئدی دانمارکی است، که در سال ۲۰۰۹ تأسیس شد.